# Casei Gerola
Casei Gerola es una localidad y comune italiana de la provincia de Pavía, región de Lombardía, con 2.466 habitantes.

## Evolución demográfica
| Gráfica de evolución demográfica de Casei Gerola entre 1861 y 2018 |
|                                                                    |
| Fuente ISTAT - elaboración gráfica de Wikipedia                    |